# 僕の大切な人と、そのクソガキ
『僕の大切な人と、そのクソガキ』（ぼくのたいせつなひととそのクソガキ、Cyrus）は、デュプラス兄弟の監督、脚本による2010年のコメディ映画である。

## ストーリー
離婚したジョンは、モリーという自分の理想にあった女性とパーティで出会う。彼女は21歳になる息子・サイラスと同居していた。サイラスはジョンを受け入れたかに見えたが、実はサイラスはマザコンだった。

## キャスト
ジョン
演 - ジョン・C・ライリー、日本語吹き替え - 山野井仁
バツイチ。元妻に何かと頼る。
サイラス
演 - ジョナ・ヒル、日本語吹き替え - こぶしのぶゆき
マザコン青年。
モリー
演 - マリサ・トメイ、日本語吹き替え - 安藤麻吹
サイラスの母。
ジェイミー
演 - キャサリン・キーナー、日本語吹き替え - 沢海陽子
ジョンの元妻。
ティム
演 - マット・ウォルシュ
ジェイミーの婚約者。
アジア系の女性
演 - ダイアン・ミゾタ
ジョンがパーティで出会った女性。

## 評価
Rotten Tomatoesでは149のレビューのうち119がフレッシュで、新鮮映画に認定された。

### 受賞・ノミネート
| 映画祭・賞                       | 部門                                     | 候補                | 結果       |
| -------------------------------- | ---------------------------------------- | ------------------- | ---------- |
| インディペンデント・スピリット賞 | 主演男優賞                               | ジョン・C・ライリー | ノミネート |
| 放送映画批評家協会賞             | コメディ映画賞                           |                     | ノミネート |
| サテライト賞                     | ミュージカル・コメディ映画賞             |                     | ノミネート |
| サテライト賞                     | 主演男優賞（ミュージカル・コメディ映画） | ジョン・C・ライリー | ノミネート |
| サテライト賞                     | 主演女優賞（ミュージカル・コメディ映画） | マリサ・トメイ      | ノミネート |